# Mosiuoa Lekota
Mosiuoa Gerard Patrick Lekota (född den 13 augusti 1948) är en sydafrikansk politiker som mellan 1999 och 2008 var Sydafrikas försvarsminister. År 2008 bröt han sig ur regeringspartiet ANC och grundade tillsammans med andra utbrytare partiet Congress of the People.
Han har tidigare varit ordförande i Fristatsprovinsen.
Mosiuoa Lekota kallas ofta vid sitt smeknamn "Terror Lekota", ett namn som följt med honom sedan hans tid som fotbollsspelare.